# Jackie Saunders
Jackie Saunders (6 de outubro de 1892 – 14 de julho de 1954) foi uma atriz de cinema estadunidense da era do cinema mudo, que atuou em 60 filmes entre 1911 e 1925.

## Biografia
Nasceu Anna Jackal em Filadélfia, Pensilvânia. Antes de ingressar no cinema, trabalhou como modelo e atriz de teatro no Orpheum Stock Company. Atuou pela primeira vez em 1911, num pequeno papel no curta-metragem de D.W. Griffith, Through Darkened Vales. Depois atuou pela Nestor Film Company, e em 1914, pela Balboa Company, aos 21 anos. Estrelou muitos filmes da Balboa nos anos 1920 e depois em produções de William Fox, Metro Pictures Corporation, Lewis J. Selznick, Thomas H. Ince e B. P. Schulberg. Seu último papel foi em 1925, num pequeno papel em The People vs. Nancy Preston.
Morreu em Palm Springs, Califórnia, e está sepultada no Welwood Murray Cemetery, em Riverside County, na Califórnia.

## Vida pessoal
Saunders foi casada duas vezes, primeiro com o produtor e diretor cinematográfico E. D. Horkheimer, de 1916 a 1920, tiveram uma filha, Jacqueline (1917–2006). Em 1927 le a casou com J. Ward Cohen, com quem viveu até a morte dele, em 16 de março de 1951. Tiveram uma filha, Mary Ann, que nasceu em 1927 e faleceu em 1950.

## Filmografia parcial

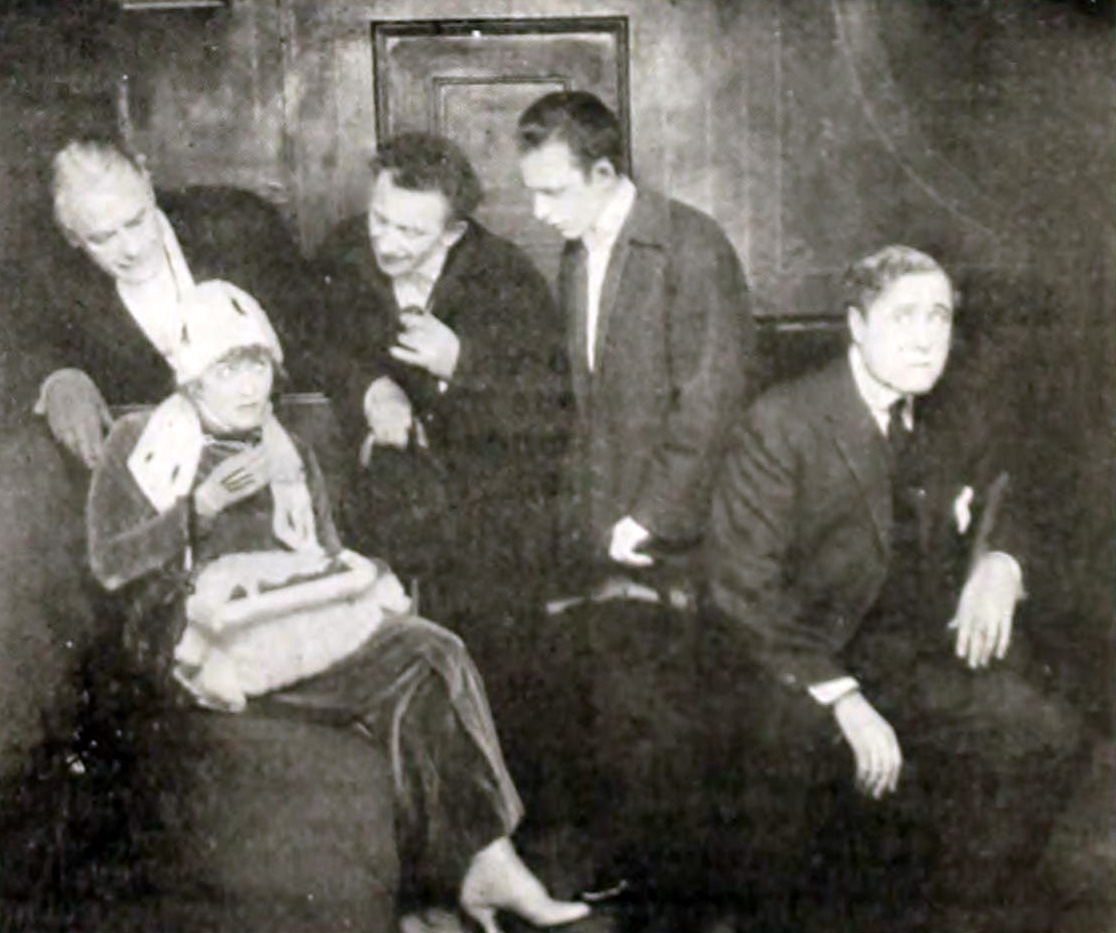
Cena do filme The Flirting Bride (1916)

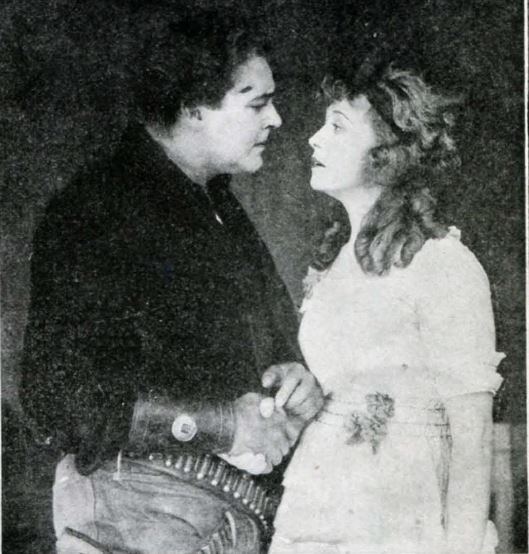
William Farnun e Jackie Saunders em Drag Harlan (1920)

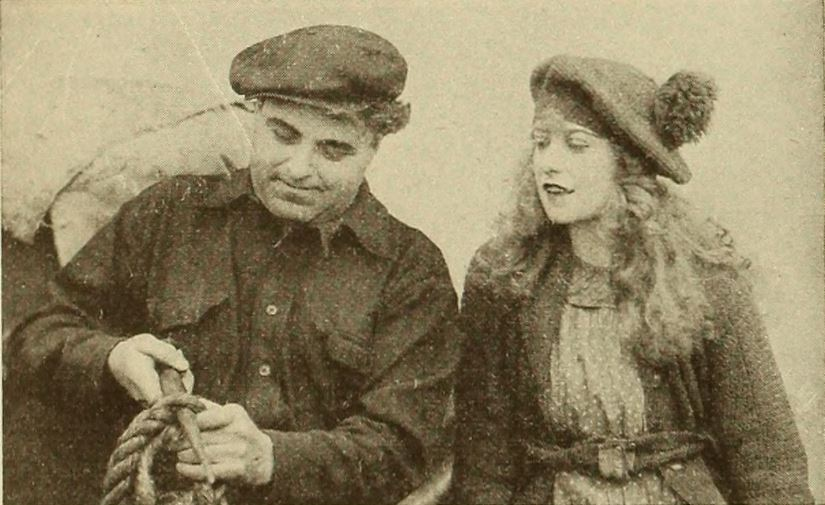
Cena de The Scuttlers (1920), com Saunders e William Farnum

- Through Darkened Vales (1911) (curta-metragem)
- The Old Bookkeeper (1912) (curta-metragem)
- Fatty and the Bandits (1913) (curta-metragem)
- Local Color (1913) (curta-metragem)
- The Heart Breakers (1916) (curta-metragem)
- The Flirting Bride (1916) (curta-metragem)
- The Child of the West (1916) (curta-metragem)
- The Shrine of Happiness (1916)
- The Girl Who Won (1916) (curta-metragem)
- The Twin Triangles (1916)
- The Grip of Evil (seriado, 1916)
- Sunny Jane (1917)
- The Wildcat (1917)
- The Checkmate (1917)
- A Bit of Kindling (1917)
- Betty Be Good (1917)
- Bab the Fixer (1917)
- Muggsy (1919)
- Someone Must Pay (1919)
- The Miracle of Love (1919)
- Dad's Girl (1920)
- Drag Harlan (1920)
- The Scuttlers (1920)
- Puppets of Fate (1921)
- The Infamous Miss Revell (1921)
- Shattered Reputations (1923)
- Defying Destiny (1923)
- Alimony  (1924)
- Great Diamond Mystery (1924)
- The Courageous Coward (1924)
- Broken Laws  (1924)
- Flames of Desire  (1924)
- Faint Perfume  (1925)
- The People vs. Nancy Preston  (1925)